# توماس جيبس
توماس جيبس (بالإنجليزية: Thomas Gibbs)‏ هو سياسي أمريكي، ولد في 1798، وتوفي في 1859. انتخب عضو مجلس نواب جورجيا.